# وليام لامب
وليم لامب (بالإنجليزية: William Lamb)‏ عرف أيضاً بلقب فيسكونت ملبورن الثاني (بالإنجليزية: 2nd Viscount Melbourne)‏ سياسي بريطاني (15 مارس 1779-24 نوفمبر 1848). انتهت رئاسته حين أقاله الملك ويليام الرابع في عام 1834، وكان آخر رئيس وزراء بريطاني يُقال من قِبل ملك. أُعيد تعيينه بعد خمسة أشهر وعمل لست سنوات أخرى حتى عهد الملكة فكتوريا. اشتهر بتدريب الملكة على أساليب السياسة، وعمل سكرتيرًا خاصًا لها تقريبًا. لخّص المؤرخون إلى أن ملبورن لم يحظَ بمرتبة عالية بين رؤساء الوزراء، إذ لم تحدث حروب خارجية عظمى أو قضايا داخلية تتطلب التدخل، وافتقر إلى إنجازات كبرى، ولم يعلن أي قواعد أساسية، وكان متورطًا في العديد من الفضائح السياسية في السنوات الأولى من عهد الملكة فيكتوريا.

## أولى سنوات حياته

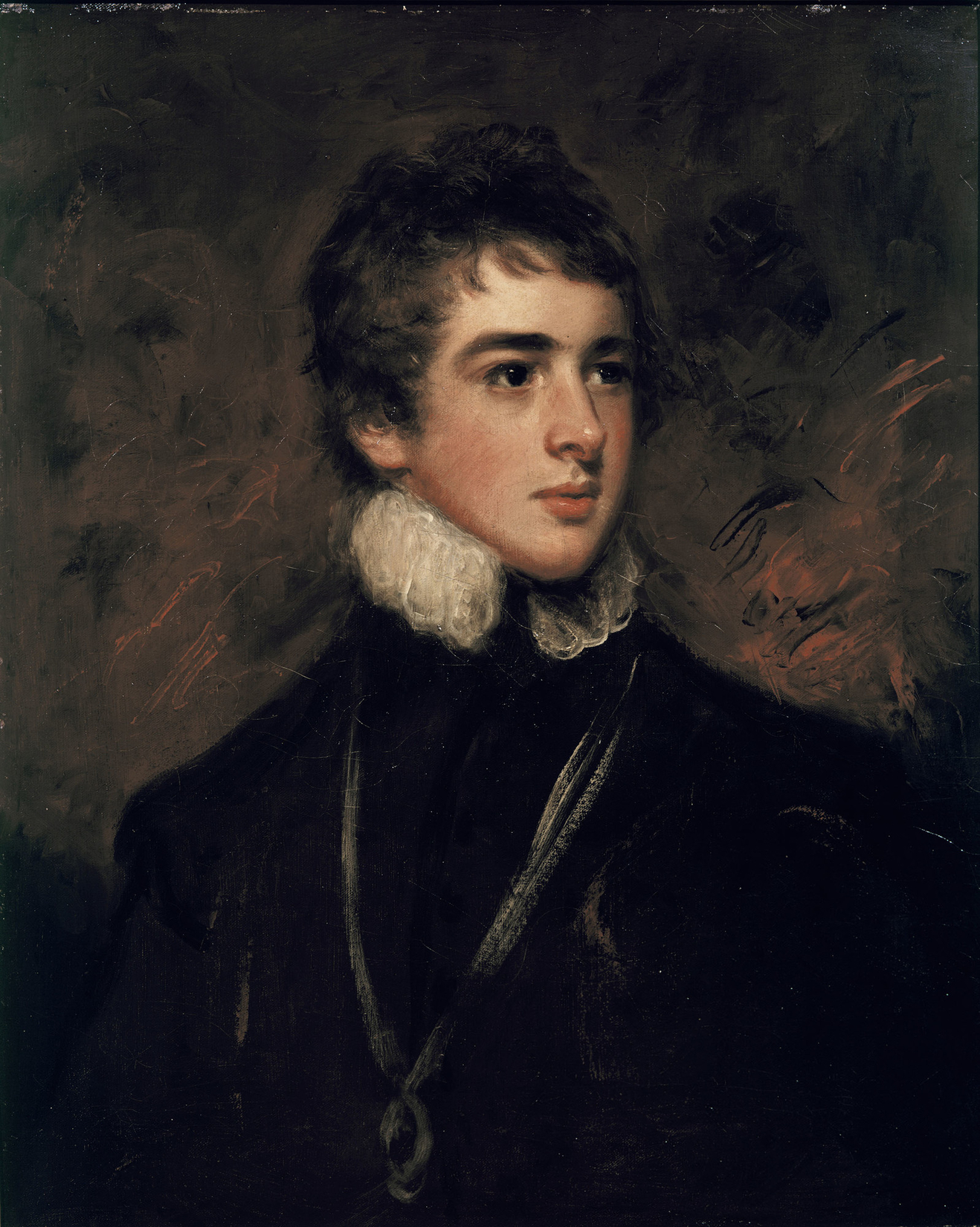
وليام لامب 1779-1848

وُلد وليام لامب في لندن عام 1779 في عائلة يمينية أرستقراطية، وكان ابن فيكونت ملبورن الأول وإلزابيث، فيكونتس ملبورن (1751-1818). كان نسبه محط جدل، ونُسب إلى جورج ويندهام، إيرل إيغريمونت الثالث، نظرًا للشبه العظيم بينهما، وكان وليام زائرًا في منزله في بيتوورث حتى وفاته، إذ استُدعي ليجلس جانب فراش إيغريمونت في لحظاته الأخيرة. ذكر لامب رغم ذلك أن نسبه لإيغريمونت «محض كذبة».
تلقى تعليمه في كلية إيتون التابعة لكلية الثالوث في كامبريدج (قُبل عام 1796، وتخرج بدرجة الماجستير عام 1799)، والتحق بجامعة غلاسكو (1799-1801) بصفته تلميذًا مقيمًا لدى البروفيسور جون ميلر، إلى جانب شقيقه الأصغر، فريدريك. انتسب إلى جمعية لنكولن عام 1797، وانضم لنقابة المحامين عام 1804. على إثر الحروب النابليونية، عمل لامب في الوطن قبطانًا عسكريًا (1803) ورائدًا (1804) ضمن المشاة المتطوعين في هارتفوردشير.
خلف شقيقه الأكبر وريثًا للقب أبيه عام 1805، وتزوج الليدي كارولين بونسونبي، وهي أرستقراطية أنجلو-إيرلندية. انتُخب في العام التالي في مجلس عموم المملكة المتحدة ليمثل العضو البرلماني اليميني عن ليومنستر. انتقل في انتخابات عام 1806 إلى مقعد هادينغتون بورس، ونجح في انتخابات عام 1807 في تمثيل بورتارلينغتون (وبقي ممثلًا عنها حتى عام 1812).
التفتت الأنظار إلى لامب لأول مرة لأسباب كان يفضل تجنبها، إذ كانت زوجته على علاقة باللورد بايرون، وهي من صاغت الوصف الشهير لبايرون بأنه «مجنون وسيئ ومعرفته خطيرة». كانت الفضيحة الناتجة حديث الساعة في بريطانيا عام 1812. نشرت الليدي كارولين رواية قوطية بعنوان غلينارفون عام 1816، ورسمت الرواية صورة لزواجها وعلاقتها ببايرون بأسلوب شنيع، ما تسبب لوليام بإحراج أكبر، وأدت الرسوم الكاريكاتورية لشخصيات المجتمع البارزة إلى العديد من الأعداء ذوي السطوة. تصالح الزوجان في نهاية المطاف، رغم أنهما انفصلا عام 1825، وتأثر لامب بوفاتها في عام 1828 تأثرًا كبيرًا.

## أولى سنواته في السياسة

### عضو في البرلمان
في عام 1816، أعاد الغراندي اليميني، اللورد فيتسوليام، لامب إلى التمثيل عن بيتربورو. أخبر اللورد هولاند أنه ملتزم بالمبادئ اليمينية للثورة المجيدة ولكنه ليس مقتنعًا «بكومة من الإضافات والزيادات والحقائق والقصص الحديثة». وقف بالتالي ضد الإصلاح البرلماني وصوت لتعليق الأمر بالمثول أمام القضاء في عام 1817 حين كانت الفتنة مستشرية.
كانت السمة المميزة للامب هي إيجاد أرضية مشتركة. قبِلَ لامب، مع أنه يميني، تولى منصب السكرتير العام لإيرلندا (29 أبريل 1827) في ظل الحكومتين المحافظتين المعتدلتين لجورج كانينغ واللورد غوديريش. عقب وفاة والده عام 1828 وتحوله إلى فيكونت ملبورن الثاني لكيلمور في مقاطعة كافان، انتقل لامب إلى مجلس اللوردات. أمضى 25 عامًا في مجلس العموم بصفته عضوًا في البرلمان أغلب الأحيان، ولم يكن معروفًا سياسيًا.

## روابط خارجية
- وليام لامب على موقع الموسوعة البريطانية (الإنجليزية)
- وليام لامب على موقع الموسوعة البريطانية (الإنجليزية)